# Oostpolder (natuurgebied)
De Oostpolder is een natuur- en recreatiegebied dat gelegen is in de gelijknamige polder in de Nederlandse gemeente Gouda.
Het gebied grenst in het noordwesten aan het natuur- en recreatiegebied 't Weegje en heeft een oppervlakte van 23,9 hectare.

## Kenmerken
De Oostpolder is onder de naam Polderpark Oostpolder in 2012/2013 door de gemeente Gouda ingericht als natuur- en recreatiegebied. Het kreeg een belangrijke functie in het kader van het weidevogelbeheer. Het gebied bestaat voornamelijk uit veenweiden. Het is in 2013 op verzoek van de gemeente Gouda in beheer genomen door het toenmalige Natuur- en recreatieschap Reeuwijkse Plassen. In 2014 is het gebied in eigendom en onder beheer gekomen van Groenalliantie Midden-Holland. Het onderhoud wordt door Staatsbosbeheer uitgevoerd.
Het gebied kreeg in 2021 de naam Oostpolder. Het vormt één natuurgebied met het aangrenzende gebied 't Weegje.
Het gebied is niet alleen een belangrijk weidevogelgebied, maar is ook een interessant wandelgebied. Via een vlonderpad is het gebied goed toegankelijk. Het pad is gedurende het vogelbroedseizoen van 1 maart tot 1 juli afgesloten.